# Verdunning
Een verdunning is een verlaagde concentratie van een bepaald product in oplossing. Een verdunning wordt gemaakt door een stockoplossing aan te lengen met een volume van een neutrale vloeistof.

## Stockoplossing
Een stockoplossing is een groot volume van een geconcentreerde vloeistof die later zal gebruikt worden om te verdunnen. Voor de bereiding hiervan wordt een poeder opgelost in een neutrale vloeistof.

### Voorbeeld
Men lost 9 g glucose op in 100 ml fosfaatbuffer. Uit de molecuulformule is af te leiden dat glucose een moleculair gewicht (MG) van 180 (g/mol) heeft. De verkregen glucoseconcentratie is dan 0,5 M: {\displaystyle {\frac {9\,\mathrm {g} }{180\,\mathrm {g/mol} \cdot 0,100\,\mathrm {l} }}=0,5\,\mathrm {mol/l} }. 

Men kiest later als neutrale verdunningsvloeistof opnieuw voor fosfaatbuffer, omdat op die manier de achtergrond hetzelfde blijft.

## Verder verdunnen
De verdunningsfactor geeft aan hoeveel er verdund wordt.

### Voorbeeld
Stel dat men 100 mM vier keer wil verdunnen: 100 mM / 4 = 25 mM. Om dit praktisch uit te voeren, moet eerst een bepaald volume gekozen worden. Dit volume wordt door de verdunningsfactor gedeeld om het benodigd volume van de stockoplossing te berekenen. Neem als voorbeeld dat uiteindelijk 10 ml vloeistof gewenst is. Men neemt dus 10 ml / 4 = 2,5 ml van de stockoplossing. De verklaring hiervoor is dat het product van de concentratie en het volume, na en voor verdunnen, dezelfde massa opgeloste stof weergeeft, en dus hetzelfde moet zijn.
{\displaystyle C_{1}\cdot V_{1}=C_{2}\cdot V_{2}}
Met
- C1 = stockconcentratie
- V1 = te nemen stockvolume
- C2 = gewenste verdunningsconcentratie
- V2 = gewenst eindvolume

In het voorbeeld: 100 mM x {\displaystyle V_{1}} = 25 mM x 10 ml (= 0,25 mol). 

Hieruit volgt dat {\displaystyle V_{1}} = (25 mM x 10 ml) / 100 mM = 2,5 ml 

Om het toe te voegen volume neutrale vloeistof te berekenen, wordt deze hoeveelheid stockoplossing afgetrokken van het totale gewenste volume. 

In dit geval is al 2,5 ml stockoplossing aanwezig, en moet dus nog 10 ml - 2,5 ml = 7,5 ml neutrale vloeistof worden toegevoegd.
Inderdaad is er nu 4 keer verdund: de hoeveelheid aanwezige opgeloste stof is (2,5 ml x 100 mM) / (2,5 ml + 7,5 ml) = 25 mM

## Meervoudig verdunnen
Bij het plannen van een experiment is het soms aan te raden om telkens dezelfde verdunningsstappen uit te voeren: Zo ontstaat een zogenaamde verdunningsreeks.
Bijvoorbeeld kan telkens de helft worden genomen, dus telkens verdunningsfactor 2: 80 mM, 40 mM, 20 mM, 10 mM, 5 mM, ...
Op die manier zullen de meetwaarden mooi verdeeld worden (bij een normaal evenredig verband tussen meting en gebruikte verdunning).
Als een vooraf bepaald meetbereik x → y in een bepaald aantal stappen n moet opgesplitst worden, dan moet als verdunningsfactor v de nde-machtswortel ({\displaystyle v={\sqrt[{n}]{x/y}}}) genomen worden.

### Voorbeeld
Men wil meten tussen 100 mM en 1 mM en men wil dat in 5 stappen doen. Dan moet de vijfde-machtswortel worden genomen als verdunningsfactor: {\displaystyle {\sqrt[{5}]{100/1}}={\sqrt[{5}]{100}}=2,5} (afgerond). Dus dan verkrijgt men 100 mM, 40 mM, 16 mM, 6,4 mM, 2,56 mM en 1,024 mM.
Meestal zal de verdunningsfactor niet exact op een mooie waarde uitkomen, en moet afgerond worden. Hierdoor zal de laatste concentratie niet exact op de vooropgestelde waarde uitkomen.
Bijvoorbeeld 1,024 mM komt niet volledig overeen met het feitelijk gewenste 1 mM.
Een verklaring voor deze werkwijze, is dat om de laagste concentratie x te benaderen, deze x in totaal n keer gedeeld wordt door dezelfde verdunningsfactor v, wat overeenkomt met het delen door de n-de macht van de verdunningsfactor:
{\displaystyle {\frac {\frac {\frac {x}{v}}{...}}{v}}={\frac {x}{v^{n}}}=y}.
De omgekeerde bewerking is dus {\displaystyle v={\sqrt[{n}]{x/y}}}.

## Tabel
| {\displaystyle v={\sqrt[{n}]{x/y}}} | aantal stappen n | aantal stappen n | aantal stappen n | aantal stappen n | aantal stappen n | aantal stappen n | aantal stappen n | aantal stappen n | aantal stappen n |
| verhouding x/y                      | 2                | 3                | 4                | 5                | 6                | 7                | 8                | 9                | 10               |
| 100                                 | 10               | 4,64             | 3,16             | 2,51             | 2,15             | 1,93             | 1,78             | 1,67             | 1,58             |
| 90                                  | 9,49             | 4,48             | 3,08             | 2,46             | 2,12             | 1,90             | 1,76             | 1,65             | 1,57             |
| 80                                  | 8,94             | 4,31             | 2,99             | 2,40             | 2,08             | 1,87             | 1,73             | 1,63             | 1,55             |
| 70                                  | 8,37             | 4,12             | 2,89             | 2,34             | 2,03             | 1,83             | 1,70             | 1,60             | 1,53             |
| 60                                  | 7,75             | 3,91             | 2,78             | 2,27             | 1,98             | 1,79             | 1,67             | 1,58             | 1,51             |
| 50                                  | 7,07             | 3,68             | 2,66             | 2,19             | 1,92             | 1,75             | 1,63             | 1,54             | 1,48             |
| 40                                  | 6,32             | 3,42             | 2,51             | 2,09             | 1,85             | 1,69             | 1,59             | 1,51             | 1,45             |
| 30                                  | 5,48             | 3,11             | 2,34             | 1,97             | 1,76             | 1,63             | 1,53             | 1,46             | 1,41             |
| 20                                  | 4,47             | 2,71             | 2,11             | 1,82             | 1,65             | 1,53             | 1,45             | 1,39             | 1,35             |
| 15                                  | 3,87             | 2,47             | 1,97             | 1,72             | 1,57             | 1,47             | 1,40             | 1,35             | 1,31             |
| 10                                  | 3,16             | 2,15             | 1,78             | 1,58             | 1,47             | 1,39             | 1,33             | 1,29             | 1,26             |
| 9                                   | 3                | 2,08             | 1,73             | 1,55             | 1,44             | 1,37             | 1,32             | 1,28             | 1,25             |
| 8                                   | 2,83             | 2                | 1,68             | 1,52             | 1,41             | 1,35             | 1,30             | 1,26             | 1,23             |
| 7                                   | 2,65             | 1,91             | 1,63             | 1,48             | 1,38             | 1,32             | 1,28             | 1,24             | 1,21             |
| 6                                   | 2,45             | 1,82             | 1,57             | 1,43             | 1,35             | 1,29             | 1,25             | 1,22             | 1,20             |
| 5                                   | 2,24             | 1,71             | 1,50             | 1,38             | 1,31             | 1,26             | 1,22             | 1,20             | 1,17             |
| 4                                   | 2                | 1,59             | 1,41             | 1,32             | 1,26             | 1,22             | 1,19             | 1,17             | 1,15             |
| 3                                   | 1,73             | 1,44             | 1,32             | 1,25             | 1,20             | 1,17             | 1,15             | 1,13             | 1,12             |
| 2                                   | 1,41             | 1,26             | 1,19             | 1,15             | 1,12             | 1,10             | 1,09             | 1,08             | 1,07             |